# Wola Cewkowska
Wola Cewkowska – część wsi Cewków położona  w Polsce, w województwie podkarpackim, w powiecie lubaczowskim, w gminie Stary Dzików.
W latach 1975–1998 miejscowość administracyjnie należała do województwa przemyskiego.
Wierni Kościoła rzymskokatolickiego należą do parafii Podwyższenia Krzyża Świętego w Cewkowie.